# Turulung (gmina)
Turulung – gmina w Rumunii, w okręgu Satu Mare. Obejmuje miejscowości Drăgușeni, Turulung i Turulung-Vii. W 2011 roku liczyła 3680 mieszkańców.